# Guy Sigsworth
Guy Sigsworth (Ilkley, 14 giugno 1968) è un compositore e produttore discografico britannico.
Nella sua carriera ha collaborato con numerosi artisti di fama, tra i quali Seal, Björk, Goldie, Madonna, Britney Spears, Kate Havnevik, Bebel Gilberto, David Sylvian e Alanis Morissette. È stato membro della band Frou Frou insieme a Imogen Heap.

## Biografia
Sigsworth è nato a Ilkley, West Yorkshire, dove assai presto ha sviluppato una grande passione per la musica, specialmente per il compositore del XIV secolo Guillaume de Machaut. David Munrow e David Fanshawe sono stati per lui i primi due "eroi" musicali. Ha frequentato la Leeds Grammar School dove, durante l'esecuzione di una canzone si ferì gravemente ad una mano con un piatto da batteria. Ha studiato clavicembalo, prima alla scuola estiva di Casa de Mateus in Portogallo, e poi, per un anno, allo Utrechts Conservatorium nei Paesi Bassi. Successivamente girò l'Europa suonando il clavicembalo con la European Union Baroque Orchestra.
All'inizio della sua carriera ha avuto la possibilità di collaborare con diversi produttori musicali: verso la fine degli anni '90 lavorò con Damian Taylor, che allora suonava con Björk; all'inizio degli anni 2000 con Sean McGhee, produttore di Temposhark; e successivamente collaborò con Andy Page, produttore del DJ Sasha, di BT e di Harry Gregson-Williams.

### Seal
Una volta ritornato in Inghilterra si spostò a Londra dove rimase affascinato dal suono dell'Acid house, si comprò immediatamente un campionatore Roland e un computer Atari. Conobbe Seal con cui scrisse quattro canzoni del suo album di debutto Seal: Crazy, The Beginning, Wild e Violet, più la B-side Sparkle. Il produttore dell'album, Trevor Horn fu il primo produttore pop che Sigsworth incontrò nella sua vita.

### Bomb the Bass / Hector Zazou
Sigsworth conobbe Tim Simenon durante la produzione della canzone Crazy di Seal, da allora divenne parte del team della band di Simenon, Bomb the Bass co-producendo la canzone Winter in July, arrivata alla settima posizione della classifica britannica. Nel 1992 collaborò inoltre con Hector Zazou per l'album Sahara Blue. Due anni dopo contribuisce a realizzare l'album di Zazou, Songs From the Cold Seas in cui accompagna Björk.

### Talvin Singh
Mentre lavorava con il percussionista e produttore giapponese Gota Yashiki, Sigsworth incontrò Talvin Singh suonatore di tabla; con lui collaborò poi per la produzione del suo album di debutto, OK.